# Lake Whillans

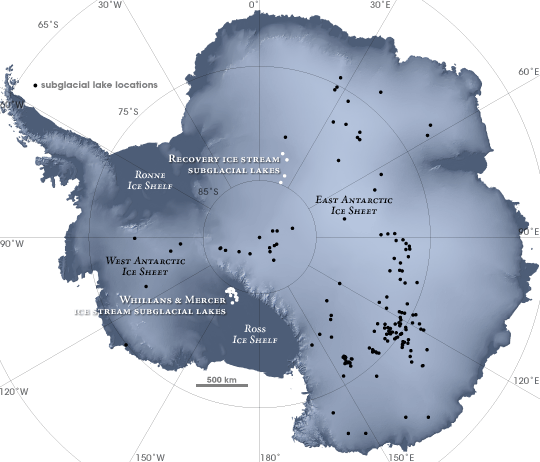
Karte subglazialer Seen auf Antarktika

Der Lake Whillans ist ein subglazialer See unterhalb des Whillans-Eisstromes, an der südöstlichen Ecke des Ross-Schelfeises. Der See befindet sich 800 Meter unterhalb der Eisschicht. Seine Temperatur beträgt −0,49 °C. Aufgrund des hohen Drucks ist er trotzdem flüssig.
Er ist nach dem Glaziologen Ian Whillans von der Ohio State University benannt.

## Entdeckung
Der See wurde erstmals 2007 von Helen Fricker, einer Glaziologin am Scripps Institution of Oceanography, beschrieben. Satellitendaten deuteten, aufgrund einer Hebung und Senkung des Eises, darauf hin, dass sich unter dem Eis ein See befinden könnte.

## Forschung
Am 28. Januar 2013 meldete das Whillans Ice Stream Subglacial Access Research Drilling (WISSARD) Team, dass sie die Oberfläche des Sees mit einer Bohrung durch das 800 m dicke Eis erreicht hätten, mit einem „Heißwasserbohrer“ mit einem Durchmesser von 30 cm, dessen Wasser mittels UV-Strahlung desinfiziert wurde. In den folgenden Tagen wurden Wasserproben sowie Sedimentablagerungen vom Grund des Sees gesammelt. Erste Analysen ergaben, dass sowohl die Wasser- als auch die Sedimentproben mikrobiologisches Leben enthielten. Bakterien überleben in dieser Umgebung ohne Photosynthese. Das Ökosystem scheint auf einer Oxidation von Ammoniak und Methan zu basieren, aus Sedimenten, die mindestens 120.000 Jahre alt sind.
Laut WISSARD ist das Projekt die erste erfolgreiche Beschaffung von sauberen Proben eines subglazialen Antarktika-Sees. Ähnliche Versuche wurden bereits am Wostoksee, bisher ohne Erfolg, und am Lake Ellsworth unternommen, wo die Bohrungen abgebrochen werden mussten.
Allerdings handelt es sich beim Lake Whillans nicht um ein in sich geschlossenes Ökosystem, da sich das Wasser etwa alle drei Jahre durch einen hindurchfließenden subglazialen Fluss komplett austauscht.
Die Forscher erhoffen sich von diesen Projekten Erkenntnisse über mögliches Leben in unserem Sonnensystem. Speziell die Monde Europa (Jupiter) und Enceladus (Saturn) könnten große Mengen von flüssigem Wasser unterhalb ihrer Eiskruste besitzen.